# Матвей Мещеряк
Матве́й Мещеря́к (ум. 1588) — казацкий атаман, сподвижник Ермака в деле завоевания Сибири, основатель уральского казачества.
Участник Ливонской войны. После смерти Ивана Кольцо Мещеряк становится главным помощником Ермака. После гибели Ермака Матвей Мещеряк собрал Круг, на котором решили идти к Волге обратно. В конце 1585 года Матвей Мещеряк, вернувшись на Волгу, понял, что прежней вольницы не будет из-за построенной там крепости поселения Самара, для недопущения разбоя на Волге вольными казаками и решил уйти на восток. Хорошее место было на территории Большой Ногайской Орды, на реке Яик рядом с устьем р. Илек. В октябре 1586 года на Яике прочитали царскую грамоту, в которой говорилось о том, что казакам обещали прощение всех проступков, и они должны были вступить в отряд крымского царевича Мурат-Гирея, принявшего русскую сторону. Пункт сбора был в Астрахани, чтобы потом пойти оттуда войной на крымских татар, делавших набеги. Атаман Матвей Мещеряк и ещё сотня вольных казаков поддержали эту грамоту и пошли сначала в Самару. Потом отряд казаков вышел из Самары в Астрахань, где было известно об их прибытии, но в пути атамана Матвея Мещеряка и четверых товарищей снова отозвали в Самару, где их арестовали. В марте 1587 года, в Самаре, на главной городской площади, атаман Матвей Мещеряк и его товарищи были повешены.
По иной версии, погиб в сражении под Тобольском в 1588 году.